# Neural Designer
Neural Designer (en español, «Diseñador Neuronal») es un programa informático de Machine Learning basado en la técnica de las redes neuronales.
Ha sido desarrollado a partir de la librería de código abierto OpenNN y contiene una interfaz gráfica de usuario, que simplifica la entrada de datos y la interpretación de resultados.
En el año 2014, Neural Designer fue seleccionado por la revista especializada Predictive Analytics Today como uno de los principales programas informáticos de minería de datos. Durante el mismo año, también fue seleccionado por Big Data Analytics Today como una de las mejores aplicaciones de inteligencia artificial inspiradas en el funcionamiento del cerebro.

## Características
Neural Designer es una herramienta de aprendizaje automático de propósito general. Permite arquitecturas con múltiples capas de procesamiento no lineal y contiene utilidades para resolver problemas de  regresión de funciones, reconocimiento de patrones,  series temporales y auto-asociación.
La entrada al programa es un conjunto de datos, y la salida es su correspondiente modelo predictivo. El software permite exportar la expresión matemática de la red neuronal con el fin de ser usada en cualquier lenguaje de programación o sistema informático.

## Herramientas relacionadas
- KNIME Software libre y propietario para el aprendizaje automático y la minería de datos.
- RapidMiner Plataforma libre y propietaria para la minería de datos.
- Weka Software libre para el aprendizaje automático y la minería de datos.